# 大竹十郎
大竹 十郎（おおたけ じゅうろう、1888年（明治21年）7月28日 - 1979年（昭和54年）8月4日）は、日本の内務官僚。朝鮮総督府官僚。静岡県福田町長。

## 経歴
静岡県磐田郡福田町（現在の磐田市）に鈴木治平の五男として生まれ、大竹清一郎の養子となった。1914年（大正3年）に高等文官試験に合格し、翌年に東京帝国大学法科大学政治科を卒業した。文部属、同普通学務局勤務を経て、山口県都濃郡長、同理事官、福島県理事官、神奈川県理事官、同学務部長、佐賀県警察部長、宮崎県警察部長、三重県警察部長、岡山県警察部長、福岡県警察部長、大阪府警察部長、警視庁警務部長を歴任した。その後、朝鮮総督府に転じ、慶尚北道内務部長、警務局保安課長、平安北道知事を歴任し、1936年（昭和11年）に内務局長に就任し、中枢院書記官長も兼ねた。
1941年（昭和16年）に退官した後は、朝鮮奨学会理事長となった。
戦後は福田町長に選出された。